# 奥布特雷
奥布特雷（法語：Obtrée，法語發音：[ɔptʁe]）是法国科多尔省的一个市镇，属于蒙巴尔区。

## 地理
奥布特雷（47°55'17"N, 4°33'22"E）面积5.17 平方千米，位于法国勃艮第-弗朗什-孔泰大區科多尔省，该省份为法国中东部省份，北起奥布省，西接涅夫勒省和约讷省，南至索恩-卢瓦尔省，东南接汝拉省，东临上索恩省，东北部与上马恩省接壤。
与奥布特雷接壤的市镇（或旧市镇、城区）包括：塞纳河畔沙雷、瓦奈尔、维莱尔帕特拉、维村、肖蒙勒布瓦。

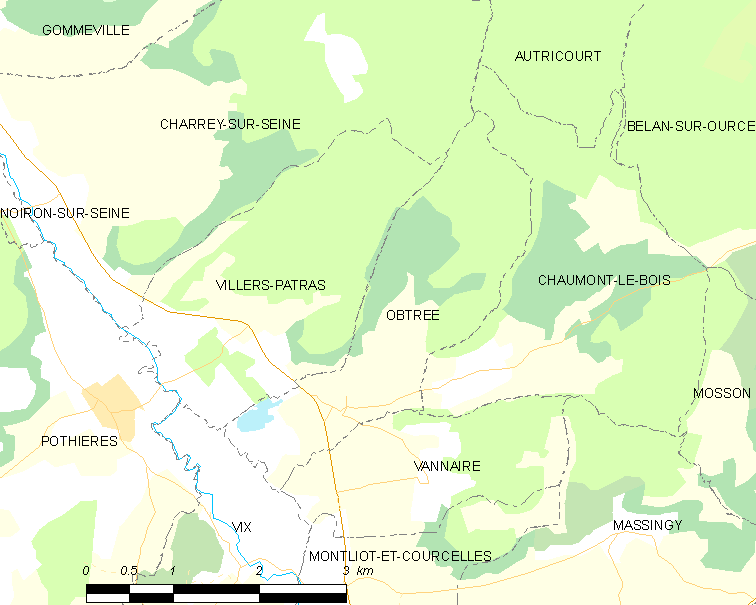
奥布特雷的OSM定位图

奥布特雷的时区为UTC+01:00、UTC+02:00（夏令时）。

## 行政
奥布特雷的邮政编码为21400，INSEE市镇编码为21465。

## 政治
奥布特雷所属的省级选区为塞纳河畔沙蒂永县。

## 人口

1962-2008年间奥布特雷人口变化图示

奥布特雷于2022年1月1日时的人口数量为80人。